# 西澤宏隆
西澤 宏隆（にしざわ ひろたか、1968年 - ）は関西テレビ放送（KTV）スポーツ局スポーツ部長。元スポーツ局プロデューサー、東京コンテンツセンター編成部副部長。京都府京都市出身。

## 略歴
神戸大学経営学部卒業後の1991年4月、関西テレビに入社。入社以来スポーツ部一筋。「プロ野球ニュース」や「昭和40年会」などを手掛ける。特に近鉄バファローズ担当の頃から、元メジャーリーガーで西澤と同い年の野茂英雄と交友が深い。また元関西テレビアナウンサーで現在はフリーアナウンサーの梅田淳とも親交が深く、プロデュースする番組での出演率は高かった。
2008年、「三菱ダイヤモンドカップゴルフ」のプロデューサーを担当した後に編成制作局編成部に異動し、「SMAP×SMAP」や単発特番を中心に担当していた。2014年6月頃から現職。

## 担当番組
- ボク達同級生!プロ野球昭和40年会VS48年会（1991年 - 2008年）
- プロ野球オールスター場外乱闘ホントのところ日本一はどこなんだスペシャル（2002年 - 2005年）
- 三菱ダイヤモンドカップゴルフ（2003年まではプログラムディレクター、2004年から2008年までプロデューサー）
- プロ野球中継（西暦）（2003年 - 2008年）
- 浜田雅功の新春太っ腹!スーパースターにお年玉あげちゃおうSP（2007年）
- フルスイングをもう一度（ドキュメンタリー）